# 9003 Ralphmilliken
9003 Ralphmilliken è un asteroide della fascia principale. Scoperto nel 1981, presenta un'orbita caratterizzata da un semiasse maggiore pari a 2,7804980 UA e da un'eccentricità di 0,0762813, inclinata di 5,34230° rispetto all'eclittica.